# Mac Tonight
Pour les articles homonymes, voir Tonight.
Mac Tonight, ou Pierrot McDo au Québec, est un personnage fictif utilisé dans le marketing des restaurants McDonald's au milieu des années 1980. 
Connu pour sa tête en croissant de lune, ses lunettes de soleil et son piano, le personnage chantait une adaptation du succès Mack the Knife de Bobby Darin (sauf au Québec). Tout au long de la campagne, Mac fut interprété par l'acteur Doug Jones.
Conçue à l'origine comme une promotion pour augmenter les ventes de repas par les titulaires de licences du sud de la Californie, la popularité de Mac Tonight a conduit McDonald's à le diffuser à l'échelle nationale en 1987. Bien que McDonald's ait cessé de diffuser les publicités et ait retiré le personnage après avoir réglé un procès intenté par la succession de Darin en 1989, la société a réintroduit le personnage dix-neuf ans plus tard dans toute l'Asie du Sud-Est en 2007.

## Histoire

### Campagne de marketing originale (1986-1989)
La campagne a été créée localement pour les franchisés de California McDonald's par la société de publicité de Los Angeles Davis, Johnson, Mogul & Colombatto. Cherchant à augmenter l'activité des restaurants après 16h, l'agence s'est inspirée de la chanson de Kurt Weill et Bertolt Brecht Mack the Knife, rendue célèbre aux États-Unis par Bobby Darin en 1959, et en a écouté différentes versions avant de créer une version originale avec de nouvelles paroles. Après avoir décidé de ne pas présenter de vraies personnes ou de célébrités, les concepteurs ont opté pour une lune crooner anthropomorphique sur le corps d'un homme avec des lunettes de soleil de style années 1950 ; la chanson et le style ont été conçus pour plaire aux baby-boomers et pour un renouveau de la musique des années 50 dans la culture populaire. Le personnage, qui jouait d'un piano à queue au sommet d'un nuage flottant ou d'un Big Mac géant (d'où le nom), était destiné à créer un « culte », suivant par exemple Max Headroom.
De 1986 à 1987, la campagne s'est étendue à d'autres villes de la côte ouest américaine. McDonald's a déclaré que la campagne avait eu « un grand succès » tandis que le magazine spécialisé Nation's Restaurant News a annoncé qu'elle avait contribué à des augmentations de plus de 10 % des activités dans certains restaurants californiens. Une foule de 1500 personnes a assisté à la visite d'un personnage costumé dans un McDonald's de Los Angeles. Malgré les inquiétudes selon lesquelles il était trop typique de la côte ouest, en février 1987, il a été décidé que le personnage figurerait sur des publicités nationales qui seraient diffusées en septembre et il a attiré une foule de 1 000 personnes à Boca Raton, en Floride. Pendant cette période, des jouets Happy Meal (Joyeux Festin) inspirés du personnage ont également été distribués dans les restaurants McDonald's participants. Une enquête réalisée en septembre 1987 par Ad Watch a révélé que le nombre de consommateurs qui se rappelaient la publicité de McDonald's avant toute autre doublait par rapport au mois précédent et était plus élevé que n'importe quelle entreprise depuis le lancement de New Coke en 1985.
Doug Jones a interprété Mac Tonight dans plus de 27 publicités en trois ans. Des années plus tard, en 2013, il a rappelé « C'est alors que ma carrière a pris un tournant auquel je ne m'attendais pas. Je ne savais pas que c'était une option de carrière. » La voix de Mac Tonight a été fournie par Roger Behr. Le réalisateur Peter Coutroulis, qui avait remporté un Clio Award pour une précédente campagne pour Borax, a lancé plusieurs publicités qui n'ont pas été diffusées, dont une de type E.T. dans laquelle deux astronomes regardent Mac Tonight conduire sa Cadillac dans le ciel.
En 1989, le fils de Bobby Darin, Dodd Mitchell Darin, a affirmé que la chanson portait atteinte à la marque de commerce de son père sans autorisation préalable et a déposé une plainte ainsi qu'une injonction pour que la chanson soit supprimée des publicités télévisées et radiophoniques. En réponse au procès, McDonald's a cessé de diffuser les publicités et a retiré le personnage après près de quatre ans d'utilisation.

### Au Québec
Pour la campagne publicitaire québécoise, le personnage fut rebaptisé Pierrot McDo et Mack The Knife fut remplacée par une adaptation de la chanson Frédéric de Claude Léveillée.

### Réintroduction en Asie du Sud-Est (2007)
En 2007, McDonald's a ramené le personnage dans des territoires d'Asie du Sud-Est comme à Singapour, en Malaisie, en Indonésie et aux Philippines. La nouvelle campagne exclusivement asiatique mettait en vedette un Mac Tonight animé par CGI dansant au sommet d'un restaurant McDonald's tout en chantant et jouant du saxophone plutôt que du piano à queue comme dans la campagne publicitaire originale.

## Animatronics
En plus de la campagne publicitaire, au début des années 1990, un certain nombre de restaurants McDonald's ont également été équipés de personnages animatroniques Mac Tonight qui mettaient en vedette le personnage assis devant un piano et en jouant. Le seul restaurant McDonald's à présenter encore l'un des animatroniques est le « World's Largest Entertainment McDonald's » à Orlando, en Floride. D'autres emplacements connus incluent un au McDonald's de Greenfield, dans le Wisconsin connu sous le nom de « Solid Gold McDonald's », avant de subir des rénovations majeures en 2011.

## Moon Man
Le personnage de Mac Tonight a été sujet à controverse à cause du mème Moon Man (l'homme Lune), une parodie non officielle issue d'YTMND d'abord comme Vaporwave puis récupérée par l'alt-right dans lequel il est représenté comme raciste, antisémite et proche du Ku Klux Klan. Les vidéos de Moon Man retéléchargées sur YouTube ont été supprimées par le site et le fournisseur AT&T censure les obscénités et le nom Moon Man pour une de ses synthèse vocale utilisée par l'alt-right. L'Anti-Defamation League a rajouté Moon Man comme symbole de haine (en) tout comme Pepe the Frog ou le signe OK,,